# Gilles Tibo
Gilles Tibo   (Nicolet, 18 de juliol de 1951) és un escriptor i il·lustrador quebequès.
Va ser director artístic de les produccions Le Tamanoir. Va realitzar una seixantena de cartells per a diferents esdeveniments culturals (teatre, recinte firal, teatre juvenil) i va crear el famós logotip del Cirque du Soleil.

## Biografia
Gilles Tibo, un dels autors de literatura infantil més importants del Canadà, ja té més de dos-cents quaranta llibres publicats com a autor o il·lustrador. Ha escrit diverses sèries d'èxit com Simon, Noémie, Petit Géant, Alex, Choupette, Nicolas i Petit Chevalier.
Doble destinatari del Premi del Governador del Canadà i doble destinatari del Premi Christie, els llibres de Gilles Tibo han guanyat més d'un centenar de premis. Els seus títols, traduïts a diversos idiomes (anglès, espanyol, alemany, suec, coreà, japonès, mandarí, etc.), li han valgut nombrosos premis al mercat internacional, el més famós dels quals és el Premi Owl al Japó, així com dues nominacions al prestigiós premi Hans Christian Andersen.
Gilles Tibo ha publicat fora del Canadà amb Hachette, Casterman, Milan i Éditions Nord-Sud.
La ploma de Gilles Tibo abandona de vegades el camp dels llibres per complir amb altres requisits. El 2008, va escriure un conte musical per a l'Orquestra Simfònica de Montreal titulat: Marisol i Rémi pels camins de la nit. I Noémie, el seu personatge més famós, es va convertir en l'heroïna d'un llargmetratge anomenat Nomie, le secret, el desembre de 2009.

## Obres

### Sèries
- La sèrie Simon: 11 títols, entre els quals Simon et les flocons de neige,  Simon et le soleil d'été.
- La sèrie Noémie: 25 títols, el primer dels quals s'anomena Noémie, le secret de Madame Lumbago.[3]
- La sèrie Choupette: 6 títols com Choupette et son petit papa.
- La sèrie Petit Bonhomme, 5 títols com Les mots de Petits Bonhomme.
- La sèrie Nicolas, 14 títols, inclosos: Des livres per Nicolas.
- Sèrie del Petit Géant, 12 títols, inclosos: La planète du Petit Géant.
- La sèrie del Petit Chevalier: 4 títols incloent-hi Le petit Chevalier qui détestait la pluie.
- Altres publicacions de Gilles Tibo en literatura infantil: Poesia, novel·les, contes.

### Per a adults
Le mangeur de pierres, Les parfums d'Élisabeth, Les mots renversés, publicats per Quebec America.

## Premis i reconeixements
- 1992 - Premi del Governador General: Literatura infantil en francès - il·lustració, per a Simon et la ville de carton.
- 1996 - Premi del Governador General: literatura infantil en francès - text, per a Noémie - Le Secret de Madame Lumbago.
- 1999 - Premi M. Christie, categoria per a nens de 8 a 11 anys, per Rouge timid, editorial Soulières.
- 2000 - Premi M. Christie, categoria de 8 a 11 anys, per a Les Yeux Noirs, editorial Soulières.
- 2002 - Premi Alvine-Bélisle
- 2002 - Premi Odyssée, categoria de novel·la infantil, per La nena que ja no somriu.
- 2002 - Llista del premi Comunicació-Jeunesse dels llibres preferits dels joves, categoria Livromagie (de 6 a 9 anys).
- 2016 - Les Yeux Noirs i Noémie le secret de madame Lumbago a la llista de 100 llibres imprescindibles de la literatura infantil establerta per Communication jeunesse.